# برایان ساکا
برایان ساکا (به انگلیسی: Brian Sacca) (زاده ۱۹۷۸) بازیگر آمریکایی است.
از فیلم‌های معروف او می‌توان به بازی در فیلم گرگ وال استریت اشاره کرد.